# Greenview (Kalifornia)
Greenview – jednostka osadnicza w Stanach Zjednoczonych, w stanie Kalifornia, w hrabstwie Siskiyou.